# 帕萊塔西奈戰役
帕萊塔西奈戰役（Battle of Paraitacene）是在第二次繼業者之戰中歐邁尼斯與安提柯之間於公元前317年的一場戰役。

## 背景
當亞歷山大大帝於公元前323年逝世後，他的將領開始爭奪這個龐大的帝國，各個繼業者占據帝國一部分，戰事一觸即發。其中獨眼的安提柯是勢力最為強大，亦是最有機會統一整個帝國的一位。在早期的繼業者之戰中，安提柯主要競爭對手是歐邁尼斯，一位相當有才能的將領。歐邁尼斯曾擊敗亞歷山大大帝麾下一名大將克拉特魯斯，並在第二次繼業者之戰與安提柯從安那托利亞到波斯之間進行一連串戰爭。
在第二次繼業者之戰中，歐邁尼斯和帝國攝政波利伯孔結盟聯手對抗卡山德、安提柯及托勒密，而歐邁尼斯成功勸說帝國東部總督們倒向波利伯孔和他這一邊，並組成了一次大軍於前317年秋天在蘇薩東北方的帕萊塔西奈與安提柯進行會戰。

## 戰役
安提柯效法亞歷山大大帝當年一樣，在右翼指揮，並把軍隊依斜型陣列展開，中間是步兵方陣，左翼為輕裝騎兵，重裝騎兵和輕裝步兵佈署在右翼的小山丘上。如同安提柯的佈署，歐邁尼斯也是師法亞歷山大策略，親自指揮右翼的重裝騎兵，中間步兵方陣為精銳的銀盾兵，在小丘附近的左翼是由戰象、騎兵和附屬部隊所組成。
戰役由安提柯的輕裝騎兵對歐邁尼斯軍攻擊開始，歐邁尼斯從左翼派遣一部分的輕裝騎兵擊退他們。而當雙方中間的步兵方陣開始對陣，因為歐邁尼斯的銀盾兵多年來身經百戰，擁有精湛的作戰技巧，造成戰況對安提柯相當不利，就當安提柯即將失去這場戰役時，他發現因為銀盾兵的節節推進，使得與歐邁尼斯軍左翼拖離，暴露出一個缺口，安提柯立即命令他的重裝騎兵朝著個缺口衝鋒，成功阻止歐邁尼斯繼續進擊，兩軍逐漸重整自方的陣列，直到晚上，雙方撤回自己的大營，結束這場戰役。

## 戰後
安提柯付出陣亡3,700名、超過4,000名負傷的代價，但歐邁尼斯軍傷亡陣亡540名、約1,000名負傷，明顯小於安提柯的損失，兩方都宣稱自己獲得勝利。這場會戰並沒有分出勝負，雙方的衝突延續到伽比埃奈戰役。

## 腳註
1. ↑  Billows, Richard A 1990, p. 94

## 來源
- Billows, Richard A. . Berkeley: University of California Press. 1990.